# Fritz Gastreich
Fritz Gastreich (* 7. September 1895 in Fürth; † 31. Dezember 1979 in München) war ein deutscher Chirurg.

## Leben
Fritz Gastreich studierte an der Friedrich-Alexander-Universität Erlangen Medizin. Er wurde 1919 im Corps Onoldia recipiert und zeichnete sich als Senior aus. 1922 in Erlangen zum Dr. med. promoviert, ließ er sich 1927 in Fürth als Facharzt für Chirurgie nieder. In der Zeit des Nationalsozialismus pflegte er Kontakte zu den vier wegen des Arierparagraphen ausgeschiedenen Ansbachern. Im Heer war er Oberstabsarzt und ab 1940 Leiter des Reservelazaretts Fürth. Politisch unbelastet, versuchte er noch 1944 Mitglieder der SC-Kameradschaft „Dietrich Eckart“ des Nationalsozialistischen Deutschen Studentenbundes im Sinne Onoldias „umzudrehen“. Mit seinem Bruder und Corpsbruder Dr. Eugen Gastreich führte er während des Zweiten Weltkrieges Widerstandsgruppen unter den Decknamen „Doktor“ und „Obst“. Mit seiner Gruppe und in heimlichen Verhandlungen mit der heranrückenden United States Army sorgte er dafür, dass Fürth so gut wie kampflos und damit ohne weitere Zerstörungen am 19. April 1945 kapitulierte.